# 卡雷尔·切尔尼
卡雷尔·切尔尼（捷克語：Karel Černý，1910年2月1日—？），捷克男子足球运动员，司职后卫。他曾代表捷克斯洛伐克国家队参加1938年国际足联世界杯，结果队伍止步八强。